# The Homer They Fall
The Homer They Fall (Más Homer será la caída en España, Homero por el Campeonato en Hispanoamérica) es el tercer episodio de la octava temporada de la serie animada Los Simpson, estrenado originalmente el 10 de noviembre de 1996. Luego de descubrir que no puede ser noqueado, Homer se convierte en boxeador. El episodio fue escrito por Jonathan Collier y dirigido por Mark Kirkland. Las estrellas invitadas fueron Michael Buffer como sí mismo y Paul Winfield como Lucius Sweet. El título es un juego de palabras con la frase "The bigger they are, the harder they fall" (Cuanto más grandes son, más fuerte caen).

## Sinopsis
Visitando la familia Simpson una tienda de artículos misceláneos, Bart le compra al vendedor de cómics un cinturón especial que no ha podido dárselo al dependiente de la tienda por no tener factura del artículo. En el colegio, Jimbo se lo roba junto a sus amigos. Cuando el niño vuelve a casa con moretones, Homer decide ir al bar de Moe para hablar con los padres de sus agresores, pero corre la misma suerte. Sin embargo Moe, lo salva ahuyentándolos con su escopeta.
El cantinero, sorprendido por la resistencia de Homer ante los golpes, le propone que sea boxeador, y le invita a su despacho (el baño de mujeres), contándole su antigua historia: Moe era un exitoso boxeador, pero se retiró cuando perdió por cuatro noqueos seguidos. Su antiguo mánager no era nada más y nada menos que Lucius Sweet, el mánager de Drederick Tatum, el campeón de pesos pesados. Homer acepta.
Al contárselo a Marge, esta se niega sin el consentimiento del Dr. Hibbert. Este lo permite debido a la anomalía benigna que presenta Homer al contener más líquido meningítico de lo normal debido al inusual espacio que había entre las paredes de su cráneo y su cerebro.
Homer empieza a entrenar, pero debido a su extrema debilidad ofensiva, Moe le recomienda que sólo "empuje" a su rival cuando esté cansado. En el primer combate, contra un vagabundo, Homer gana al derribar a su agotado rival. A partir de ahí, comienza la efímera carrera del patriarca Simpson.
Un día, se le presenta a Moe su antiguo mánager, Lucius. Este le ofrece una pelea por el campeonato de peso completo entre Homer y Drederick, pero con una condición: Homer debe de aguantar tres asaltos. Moe acepta a regañadientes, pero está consciente de que Tatum es capaz de lastimar seriamente a Homer. En la rueda de prensa que Drederick Tatum asegura que destrozará a su rival sin misericordia.
El día del combate, Marge le pide personalmente a Moe que tire la toalla si Homer tiene problemas, petición que el cantinero cumple de inmediato. Al sonar la campana, en cinco segundos Drederick Tatum ya tiene destrozado a Homer, y Moe, culpable, le roba al Hombre Ventilador su aparato con el que salva a Homer.
Al devolverlo a la superficie, Moe huye con el aparato del famoso, y, al final del episodio, en los créditos, aparece salvando a gente por todo el mundo.

## Producción

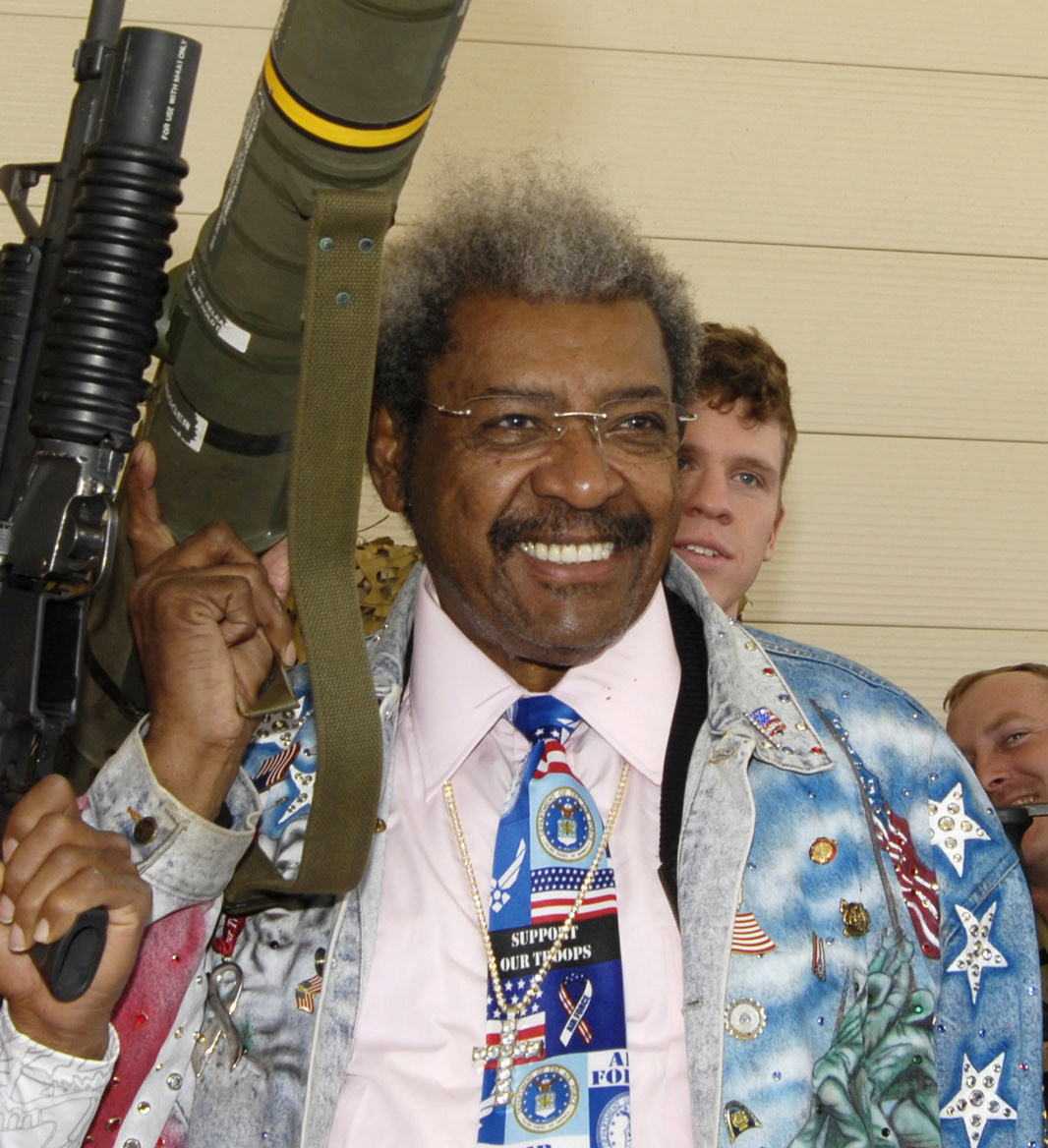
El personaje de Lucius Sweet se basó en Don King.

El episodio fue escrito por Jonathan Collier, quien es un gran fanático del boxeo. Sabiendo que la gente por Internet los criticaría, los escritores pusieron mucho esfuerzo para explicar por qué Homer sería capaz de competir por el título de Peso Pesado. Muchas de las escenas en las cuales Homer pelea con vagabundos fueron planeadas por John Swartzwelder. Lucius Sweet es una parodia de Don King, y su voz la hizo Paul Winfield quien había interpretado previamente a King en la biografía de HBO de 1995 titulada Tyson. En el libreto, Sweet se describía como un "hombre del estilo de Don King quien se ve y se oye exactamente igual que Don King". El parecido es incluso señalado por Homer cuando dice "Es exactamente igual de rico y famoso que Don King, y ¡también se ve igual que él!". King fue llamado para grabar su voz, pero rechazó la oferta. Drederick Tatum es una parodia de Mike Tyson. El nombre proviene de George Meyer, quien en la secundaria tenía un compañero llamado "Drederick Timmins" y Meyer pensaba que era un nombre adecuado. La estadía de Tatum en la prisión es una referencia al hecho de que, mientras el episodio estaba siendo producido, Tyson había sido liberado de prisión luego de pasar allí tres años por violación.
Para preparar el episodio, Mark Kirkland miró muchas películas de boxeo y quedó satisfecho con los resultados. Cada vez que se debía diseñar una habitación, Kirkland trató de mostrar una lámpara en mal estado, porque pensó que hace ver las cosas con un tono más sombrío y depresivo. En la escena en la oficina de Moe, se ve brevemente un cartel anunciando la pelea "Szyslak Vs. Oakley" y "Kirkland Vs. Silverman," refiriéndose al por ese entonces productor ejecutivo Bill Oakley y a los directores de la serie Mark Kirkland y David Silverman. La escena en la cual Tatum camina hacia el cuadrilátero acompañado por personajes sospechosos está basada en una foto real de Tyson.
Los padres de Jimbo, Dolph y Kearney hacen sus primeras y únicas apariciones en la historia de la serie.

## Inspiración: Tyson vs McNeeley
La pelea entre Simpson y Tatum está basada en la pelea real entre Mike Tyson y Peter McNeeley llevada a cabo el 19 de agosto de 1995. Al igual que Tatum, Tyson recién había salido de prisión, por lo que esta sería su pelea de regreso, la prensa la estaba llamando "Pelea de Venganza". Peter McNeeley era un boxeador de calidad regular y prácticamente desconocido pero en el que Don King había visto una oportunidad para dar un espectáculo, dado que Tyson ya no se encontraba entre los primeros del mundo por estar en cárcel por lo que no podía competir por campeonato del mundo. Al igual que Tatum en el programa, la canción de entrada de Mike Tyson fue Time 4 Sum Aksion de Redman.  Tyson logra derribar a McNeeley en 6 segundos (cosa que se parodia en el episodio). Ante la enorme superioridad de Tyson la pelea fue detenida por parte del entrenador de McNeeley al ver que la vida de su boxeador corría peligro tras solo 89 segundos de pelea.